# Hideo Yamamoto (direttore della fotografia)
Hideo Yamamoto 山本英夫 (Yamamoto Hideo?) (Gifu, 1960) è un direttore della fotografia giapponese.
Nel corso della sua carriera ha lavorato in oltre cinquantacinque pellicole, lavorando spesso anche in produzioni statunitensi come The Grudge del 2004. È uno dei collaboratori storici di Takashi Miike per cui ha curato la fotografia in quasi tutte le pellicole, a partire da Sabu, e passando per Ichi the Killer e Audition.
Per il suo lavoro in Hana-bi - Fiori di fuoco ha vinto il premio "Silver Frog" in occasione del Camerimage, che è stato premiato anche in occasione del Mainichi Film Concours del 1998, anno in cui è stato premiato anche The Bird People in China. Yamamoto ha inoltre ricevuto in tre occasioni il premio alla miglior fotografia durante il Yokohama Film Festival: nel 2004 per Pacchigi! e nel 2005 per La guerra dei fantasmi e The Bird People in China.